# Роллінсфорд (Нью-Гемпшир)
Роллінсфорд (англ. Rollinsford) — місто (англ. town) в США, в окрузі Страффорд штату Нью-Гемпшир. Населення — 2597 осіб (2020).

## Демографія
Згідно з переписом 2010 року, у місті мешкало 2527 осіб у 1032 домогосподарствах у складі 703 родин. Було 1099 помешкань
Расовий склад населення:
| - 95,8 % — білих - 0,8 % — азіатів - 0,7 % — чорних або афроамериканців - 0,2 % — корінних американців |

До двох чи більше рас належало 2,1 %. Частка іспаномовних становила 0,9 % від усіх жителів.
За віковим діапазоном населення розподілялося таким чином: 22,9 % — особи молодші 18 років, 63,3 % — особи у віці 18—64 років, 13,8 % — особи у віці 65 років та старші. Медіана віку мешканця становила 42,7 року. На 100 осіб жіночої статі у місті припадало 96,8 чоловіків;  на 100 жінок у віці від 18 років та старших — 94,4 чоловіків також старших 18 років.
Середній дохід на одне домашнє господарство  становив 96 771 долар США (медіана — 74 470), а середній дохід на одну сім'ю — 115 104 долари (медіана — 91 442). Медіана доходів становила 60 270 доларів для чоловіків та 47 371 долар для жінок. За межею бідності перебувало 4,5 % осіб, у тому числі 2,1 % дітей у віці до 18 років та 1,0 % осіб у віці 65 років та старших.
Цивільне працевлаштоване населення становило 1304 особи. Основні галузі зайнятості: освіта, охорона здоров'я та соціальна допомога — 31,7 %, виробництво — 15,4 %, науковці, спеціалісти, менеджери — 9,2 %, роздрібна торгівля — 8,1 %.